# Manhunter 2: San Francisco
Manhunter 2: San Francisco — приключенческая игра игровой студии Evryware, выпущенная Sierra Entertainment в 1989 году для платформ MS-DOS, Amiga, Atari ST и Mac OS. Игра является сюжетным продолжением Manhunter: New York.

## Сюжет
Игра начинается сразу же после событий первой части. Охотник за людьми, управляемый игроком, преследует на космическом корабле пришельцев Глаз серийного убийцу Фила Кука. Во время противоборства в воздухе охотник теряет управление и совершает аварийную посадку в Сан-Франциско. По стечению обстоятельств корабль при посадке давит другого охотника за головами, благодаря чему главный герой, прихватив документы умершего, смог скрыть своё присутствие в новом месте от пришельцев. В городе охотник выходит на местное сопротивление и мешает планам Глаз по превращению людей в полудиких рабов-мутантов. В конце охотник снова выходит на след Фила, однако тот вновь спасается бегством. Главному герою удается ухватиться за корабль убийцы, и они вместе улетают в Лондон — к месту действия последней (но не вышедшей) части трилогии Manhunter 3: London.

## Критика
| Иноязычные издания       | Иноязычные издания |
| Издание                  | Оценка             |
| ------------------------ | ------------------ |
| CVG                      | 61 %               |
| Adventure Classic Gaming | [ 2 ]              |

Британское журнал Computer and Video Games присудил игре общую оценку в 61 %, отметив необычную смесь приключенческой игры и аркадных элементов. Критик из Computer Gaming World дал игре позитивную оценку, отметив, что игра стала отличным продолжением первой части.